# Jaleshwar
Jaleshwar es una ciudad y  comité de área notificada situada en el distrito de Balasore en el estado de Odisha (India). Su población es de 25747 habitantes (2011). Se encuentra a 51 km de Balasore, y a  253 km de Bhubaneswar.

## Demografía
Según el censo de 2011 la población de Jaleshwar era de 25747 habitantes, de los cuales 13095 eran hombres y 12652 eran mujeres. Jaleshwar tiene una tasa media de alfabetización del 81,46%, superior a la media estatal del 72,87%: la alfabetización masculina es del 87,65%, y la alfabetización femenina del 75,05%.